# 詹姆斯·布莱克韦尔
詹姆斯·布莱克韦尔（英語：James Blackwell，1968年2月25日—），美国NBA联盟前职业篮球运动员。